# Colonia González Mazo
Colonia González Mazo är en ort i Mexiko.   Den ligger i kommunen Tampamolón Corona och delstaten San Luis Potosí, i den centrala delen av landet, 240 km norr om huvudstaden Mexico City. Colonia González Mazo ligger 101 meter över havet och antalet invånare är 109.
Terrängen runt Colonia González Mazo är platt österut, men västerut är den kuperad. Runt Colonia González Mazo är det ganska tätbefolkat, med 58 invånare per kvadratkilometer. Närmaste större samhälle är Tanquián de Escobedo, 14,2 km öster om Colonia González Mazo. Omgivningarna runt Colonia González Mazo är en mosaik av jordbruksmark och naturlig växtlighet.